# 上洪讷费尔德-吉伦德
上洪讷费尔德-吉伦德是德国莱茵兰-普法尔茨州的一个市镇。总面积3.97平方公里，总人口1052人，其中男性519人，女性533人（2011年12月31日），人口密度265人/平方公里。